# Szentistvánbaksa
Szentistvánbaksa é um município da Hungria, situado no condado de Borsod-Abaúj-Zemplén. Tem 6,56 km² de área e sua população em 2015 foi estimada em 263 habitantes.